# 卜言兔
卜言兔（?—?），又译柏彦务，16世纪蒙古左翼内喀尔喀巴林部领主，和尔朔齐哈萨尔的孙子，苏巴海的长子。
卜言兔驻牧在辽河流域，1581年，和黑石炭攻打明朝辽阳，大败明军，歼灭明军三百余人。1582年，跟随父亲攻打义州（今辽宁省义县），遇伏兵战败，苏巴海在义州东北的镇夷堡被李平胡射死。卜言兔想要为父报仇。1585年，联合朵颜卫长昂攻打沈阳，斩杀明朝兼领韩元功。又以五万骑兵想要袭击辽阳西古城，事发，又被李平胡击败。一说在1594年在镇武堡（今辽宁省盘山县东北）被明朝将领董一元杀死的伯言儿就是卜言兔。